# Torre Gaia

Torre Gaia is een metrostation in de Italiaanse hoofdstad Rome. Tijdens de ombouw van de smalspoorlijn Rome-Fiuggi-Frosinone tot premetro werd 60 meter ten westen van het stationsgebouw uit 1916 een nieuw station gebouwd ter vervanging. Het metrotraject volgt dat van de smalspoorlijn die hier sinds 1916 lag. De smalspoorlijn werd op 26 augustus 1999 gesloten toen de ombouw tot premetro begon. Op 2 oktober 2005 ging de premetrodienst van start maar op 7 juli 2008 werd deze alweer gesloten in verband met de ombouw tot metro. Het bovengrondse traject ten oosten van de ringweg van Rome, waaronder Torre Gaia, werd op 9 november 2014 heropend als onderdeel van lijn C van de metro van Rome. 

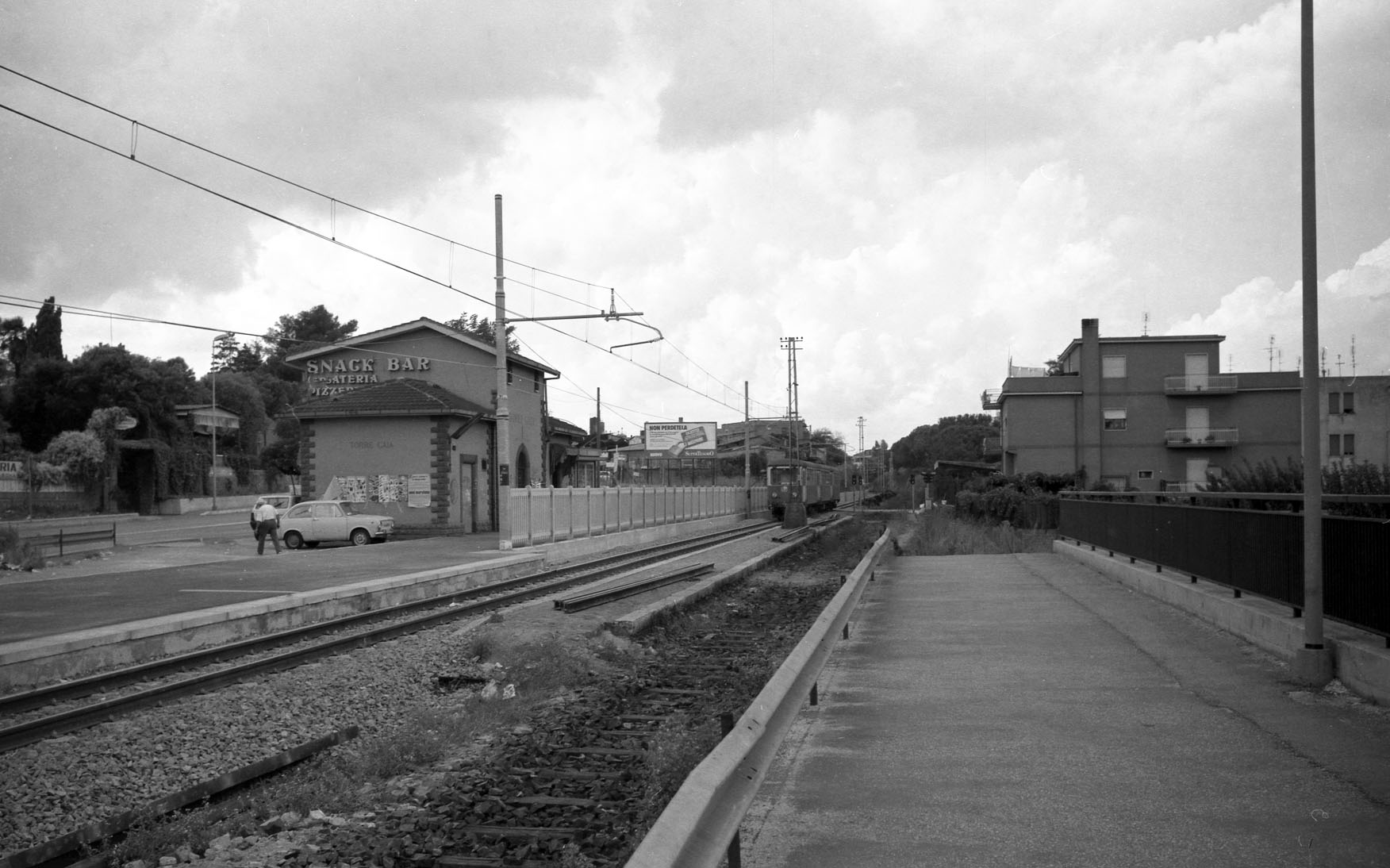
Het station in 1988 gezien uit het oosten
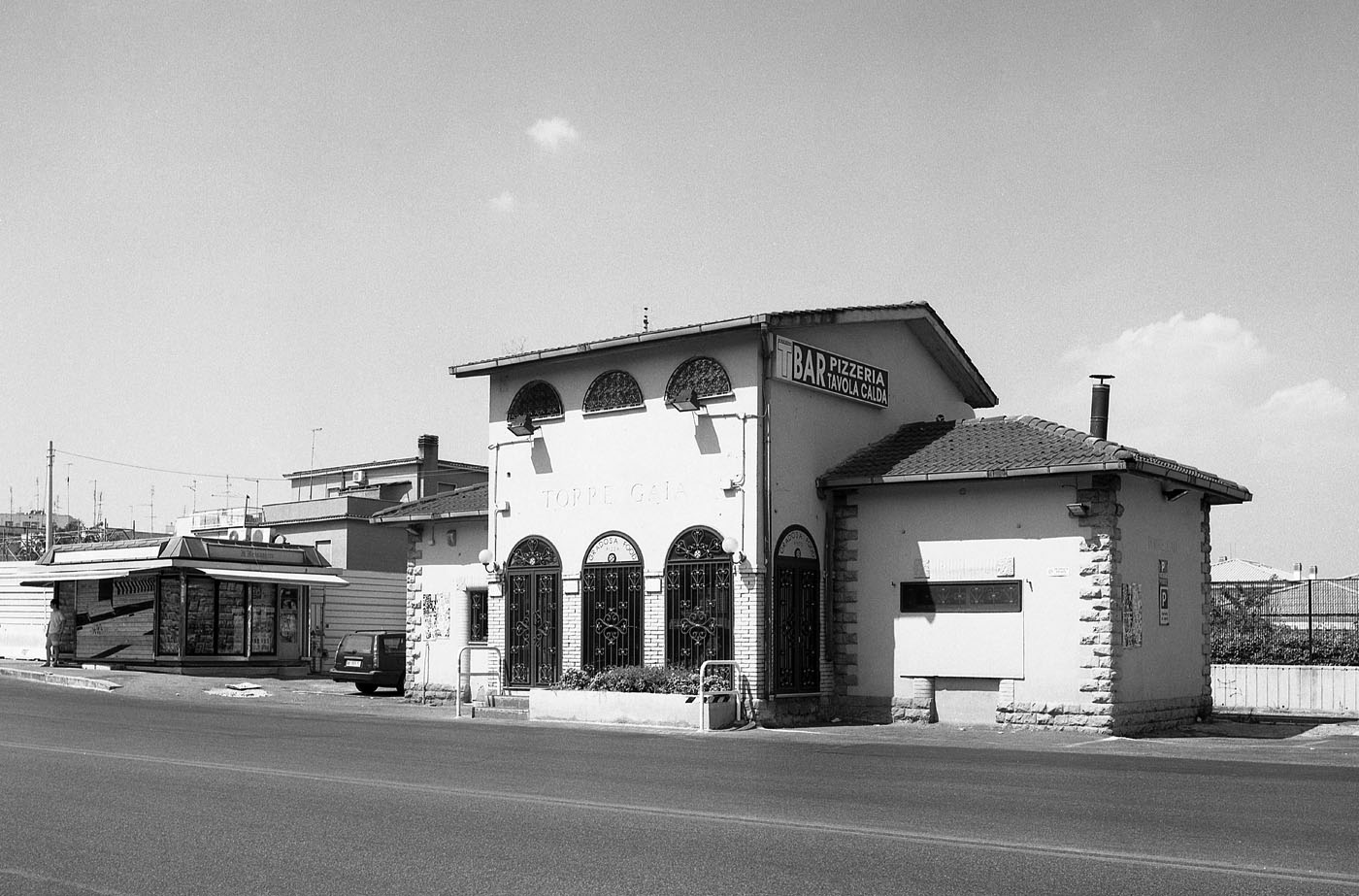
Het oude stationsgebouw in 2009